# حشيشة المبارك القنابية
حشيشة المبارك القنابية (الاسم العلمي:Geum involucratum) هي نوع من النباتات تتبع جنس حشيشة المبارك من الفصيلة الوردية.